# Яндекс.Браузер

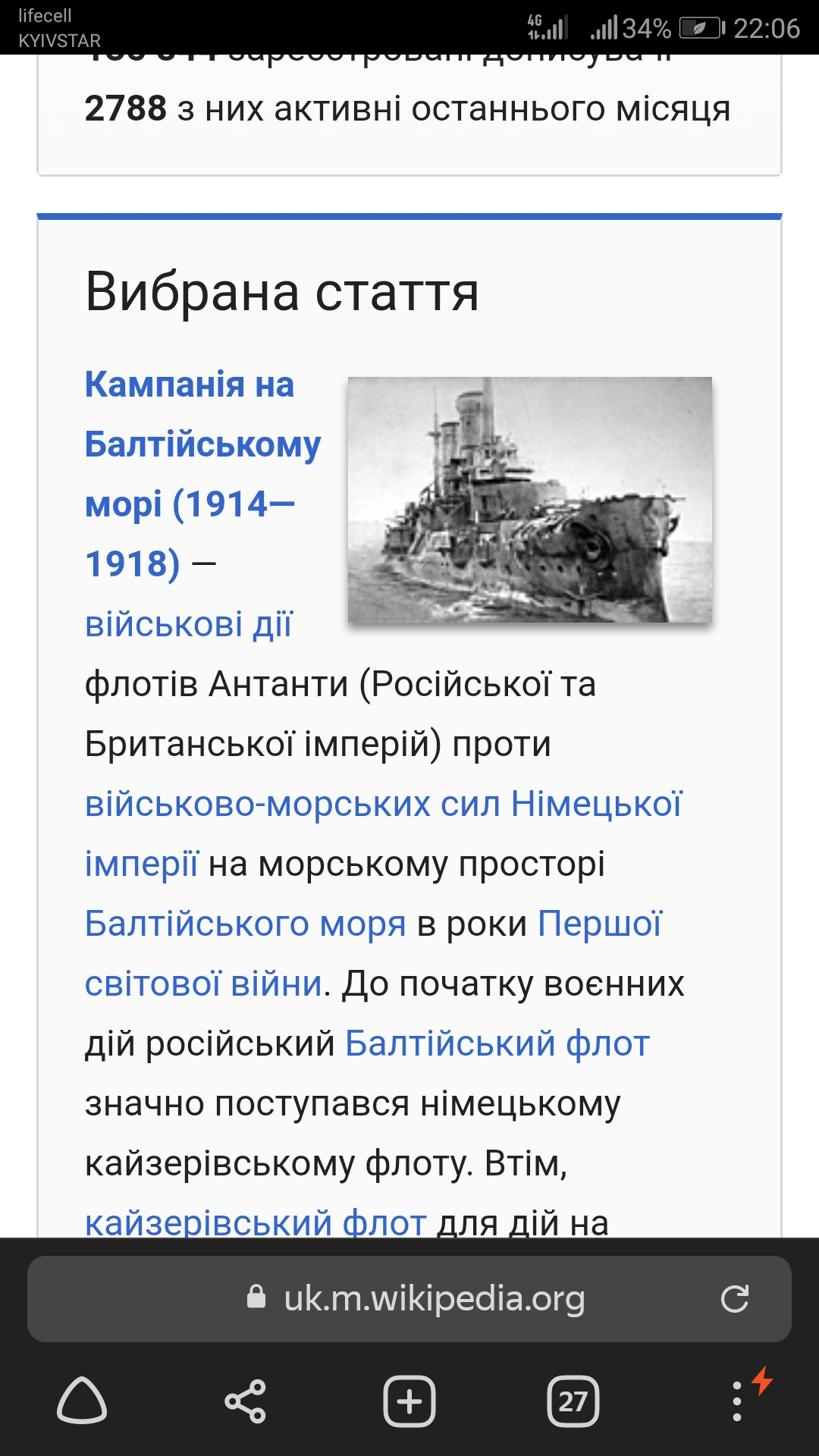
Мобільна версія Яндекс.Браузера

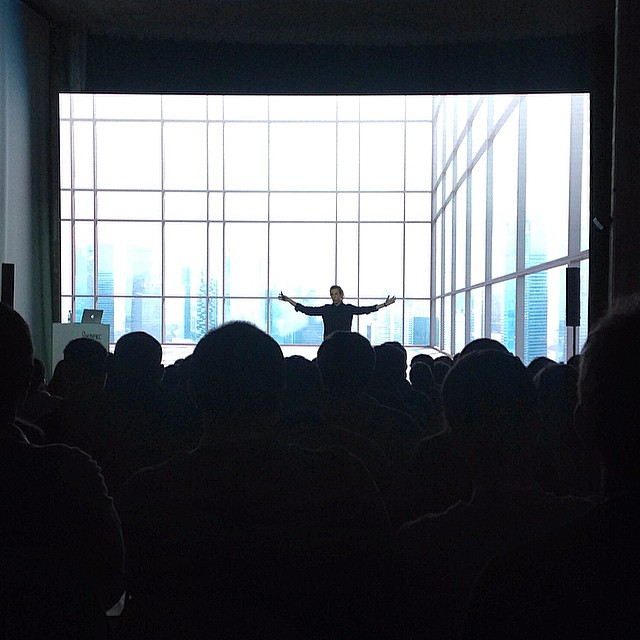
Костя Гірський розповідає про браузер від Яндекса

Яндекс.Браузер — заборонений в Україні безкоштовний браузер, створений компанією Яндекс на базі браузера з відкритим вихідним кодом Chromium з рушієм Blink (форк WebKit). Анонсований 2012 року на технологічній конференції «Yet another Conference» від компанії «Яндекс».
Оглядач від Яндекса займає друге місце на ринку настільних комп'ютерів в Росії. Станом на квітень 2025 року, частка оглядача серед всіх пристроїв в Росії становила 28,24 %, тільки на комп'ютерах — 33,68 % В Україні до заборони, у грудні 2016 року, Яндекс.Браузер займав 5 місце з часткою в 4,92 % після Google Chrome (57,75%), Opera (12,59%), Mozilla Firefox (11,76%) та Safari (5,26%).
Станом на квітень 2025 року, в Україні на всіх платформах браузер Яндекс.Браузер займає 5 місце з часткою в 4,9 % після Google Chrome, Microsoft Edge, Safarі і Opera.
У світовій статистиці Яндекс. Браузер на квітень 2025 року окремо не виділяється і входить в категорію «Other» з часткою 1,27%. За даними фонда Ларус, опублікованими на LinkedIn, у 2025 році Яндекс. Браузеру належить 0,27% світового ринку інтернет-браузерів.

## Історія
Перший реліз даного браузера для Windows і OS X відбувся 1 жовтня 2012 року, версії для android і iOS стали доступні 18 червня 2013 року. 30 жовтня 2014 року на конференції YaC була представлена бета-версія для Linux.
Починаючи з версії 13.10, номер кожної версії містить рік (перша частина) і місяць випуску: наприклад, номер 14.5 означає, що оновлення вийшло в травні 2014 року.

## Історія версійЯндекс.Браузера
| Легенда версій: | Застаріла | Стабільна | Бета |

| Історія версій Яндекс.Браузера | Історія версій Яндекс.Браузера | Історія версій Яндекс.Браузера | Історія версій Яндекс.Браузера | Історія версій Яндекс.Браузера | Історія версій Яндекс.Браузера |
| Версія                         | Дата випуску                   | Версія WebKit                  | Версія рушія V8                | Основні зміни |                                |
| ------------------------------ | ------------------------------ | ------------------------------ | ------------------------------ | --- | ------------------------------ |
| 1.0                            | 1 жовтня 2012 року             | 536.5                          | 3.9.24.29                      | Перший випуск |                                |
| 1.1                            | 8 листопада 2012 року          | 536.5                          | 3.9.24.29                      | Режим «Турбо» |                                |
| 1.5                            | 20 грудня 2012 року            | 537.4                          | 3.12.19.13                     | Розумний рядок, можливість додавання нових сайтів в «Табло» |                                |
| 1.7                            | 14 травня 2013 року            | 537.22                         | 3.15.11.17                     | - Синхронізація, - розширені можливості адресного рядка; - підвищена безпека; - з'явилася можливість змінювати фон Табло; - список встановлених додатків з магазину Chrome при натисканні кнопки «Додатки». |                                |
| 13.10                          | 24 жовтня 2013 року            | 537.36                         | 3.18.5.14                      | - пошук тесту на сторінці з урахуванням морфології російської мови; - жести мишею; - змінилася структура меню Браузера; - нумерація версій тепер буде складатися з двох цифр року і місяця релізу; - доданий попередній перегляд друку. |                                |
| 13.11                          | 18 листопада 2013 року         | 537.36                         | 3.20.17.15                     | Поява бета-каналу, покращена перевірка орфографії, синхронізація в мобільному браузері і Швидкий дзвінок Експеримент: розумна кнопка «Назад», швидкий перехід назад/вперед, швидке повернення в початок сторінки |                                |
| 13.12                          | 20 грудня 2013 року            | 537.36                         | 3.22.24.2                      | - «швидкий виклик» — можливість зазначити номер телефону в настільній версії браузера, і смартфон запропонує почати виклик по знайденому номеру; - перехід в початок сторінки по кліку по заголовку вкладки (другий клік, відповідно, повертає на колишнє місце на сторінці); - у контекстне меню вбудована кнопка пошуку по зображенню; - поліпшення менеджера завантажень; - максимальна кількість сайтів в Табло збільшено до 20; - оновлений зовнішній вигляд меню Браузера. |                                |
| 14.2                           | 13 лютого 2014 року            | 537.36                         | 3.22.24.9                      | - Новий менеджер завантажень; - підтримка офісних форматів; - каталог поліпшень для браузера; - FastDNS; - блокування сайтів з СМС-шахрайством. |                                |
| 14.4                           | 17 квітня 2014 року            | 537.36                         | 3.23.17.12                     | - Спливаючі повідомлення з деяких соціальних мереж; - можливість відкривати електронні книги в форматах ePub, fb2, fb2.zip; - оновлений відеоплеєр; - новий дизайн шапки браузера для Windows. |                                |
| 14.5                           | 21 травня 2014 року            | 537.36                         | 3.24.35.33                     | - Внутрішня оптимізація; - поліпшення функції попереднього завантаження сторінок; - оптимізована робота перекладача, Швидкого виклику і каталогу доповнень; - кнопки «Друк» та «Зберегти» в Розумному рядку; - нове оформлення переглядача документів. |                                |
| 14.7                           | 22 липня 2014 року             | 537.36                         | 3.25.28.18                     | - Блокування завантаження Flash-вставок і HTML5-роликів в фонових вкладках. |                                |
| 14.8                           | 16 вересня 2014 року           | 537.36                         | 3.26.31.8                      | - Прискорене завантаження сторінок за скороченим посилання; - підтримка встановлення доповнень з Opera Addons; - більш плавний запуск браузера при великій кількості відкритих вкладок. |                                |
| 14.10                          | 29 жовтня 2014 року            | 537.36                         | 3.27.34.17                     | - Стиснення відео в режимі «Турбо»; - блокування шкідливої і шокуючої реклами з допомогою програми «Антишок»; - підтримка магазину додатків Opera Addons. |                                |
| 14.12                          | 11 грудня 2014 року            | 537.36                         | н. д.                          | - Поліпшення роботи функції «Турбо»; - можливість переглянути безпечну копію сторінки при переході на заражений сайт; - пристосування браузера для слабозорих. |                                |
| 15.2                           | 5 лютого 2015 року             | 537.36                         | 3.30.33.9                      | - Виправлення і внутрішня оптимізація. |                                |
| 15.6                           | 9 червня 2015 року             | 537.36                         | 4.3.61                         | - Оновлення вбудованого перекладача, оптимізація та безпека |                                |
| 15.7                           | 22 липня 2015 року             | 537.36                         | 4.4.63                         | - Підтримка двоетапної аутентифікації через додаток Яндекс.Ключ |                                |
| 15.9                           | 17 вересня 2015 року           | 537.36                         | 4.7                            | - Підвищення безпеки від фішингу, шкідливих доповнень, вірусів і СМС-шахрайства; - шифрування даних через безкоштовний WiFi. |                                |
| 15.10                          | жовтень 2015 року              | н. д.                          | н. д.                          | - Дрібні поліпшення і виправлення |                                |
| 15.12                          | 7 грудня 2015 року             | н. д.                          | н. д.                          | - виправлення в області безпеки; - можна частково виділяти текст в посиланнях (при натиснутій клавіші Alt); - можна виділяти і вміст таблиць (при натиснутій клавіші Ctrl); - підтримка PPAPI-версії плагіна Flash Player; - попередження про платні підпискі через мобільний інтернет (додано в проміжній версії 15.12.1 для Windows і OS X). |                                |
| 15.12                          | 5 листопада 2015 року          | н. д.                          | н. д.                          | - збірка оптимізована для Windows 10; - в інтерфейсі Каліпсо домен тепер розташовується зліва; - можна частково виділяти текст в посиланнях (при натиснутій клавіші Alt); - можна виділяти і вміст таблиць. |                                |
| 16.2                           | 28 січня 2016                  | 537.36                         | н. д.                          | - Дрібні поліпшення і виправлення |                                |
| 16.3                           | 11 березня 2016                | 537.36                         | н. д.                          | - «Захищений режим», який включається автоматично при відкритті сторінок банків і платіжних систем |                                |
| 16.4                           | 19 квітня 2016                 | 537.36                         | н. д.                          | - захист від шахрайства з підміною сайтів (технологія DNSCrypt); |                                |
| 16.6                           | 5 травня 2016                  | 537.36                         | н. д.                          | - експерименти з положенням адресного рядка. |                                |
| 21.8                           | 6 вересня 2021                 | 537.36                         | н. д.                          | - В браузері з'явилась можливість голосового перекладу для англомовних відеороликів на російську озвучку. Про це повідомляється в блозі розробників. Сервіс працює не з будь-якими відео, але доступний на YouTube, Vimeo і декількох інших популярних платформах. Головна умова - щоб відео було загальнодоступним. |                                |

## Особливості
У вебоглядач вбудований переглядач файлів формату PDF і програвач Adobe Flash Player. Браузер інтегрований з сервісами «Яндекса»: поштою, перекладачем, Яндекс.Диском та пошуком. Є можливість синхронізації закладок, розширень, паролів, налаштувань браузера між різними пристроями, а також резервного копіювання цих даних на «хмарному» сервері Яндекса. 
У оглядач вбудований власний сервіс автоматизованого перекладу з 58 іноземних мов.

## Мобільна версія
У червні 2013 вийшла мобільна версія для користувачів iPad і для власників смартфонів на базі Android. У листопаді 2013 випущено мобільну версію для iPhone і планшетів на базі Android.

## Ринкова частка
За даними Liveinternet.ru частка браузера за підсумками першого тижня після релізу склала 1,4 %.
На тижні з 2 по 8 грудня 2013 року ринкова частка браузера в Україні стала дорівнювати ▲ 4,5 %.

## Безпека
За словами Дугласа Дж. Лейта, професора інформатики Трініті-коледжу, Яндекс.Браузер не тільки надсилає Яндексу хешований ідентифікатор обладнання, але також кожну літеру, набрану в адресному рядку, і кожну URL-адресу, відвідану користувачем.
Завантажені користувачем файли перевіряються на шкідливість системою, створеною в «Лабораторії Касперського». Також у браузері використовується технологія захисту Protect, що захищає користувачів від шахрайства, платних підписок, небезпечних Wi-Fi та іншого.